# Express Werke AG
Express-Werke AG va ser una empresa fabricant de bicicletes alemanya amb seu a Neumarkt in der Oberpfalz (Baviera) que va produir també motocicletes en dues etapes de la seva història (1903-1914 i 1932-1959).

## Història

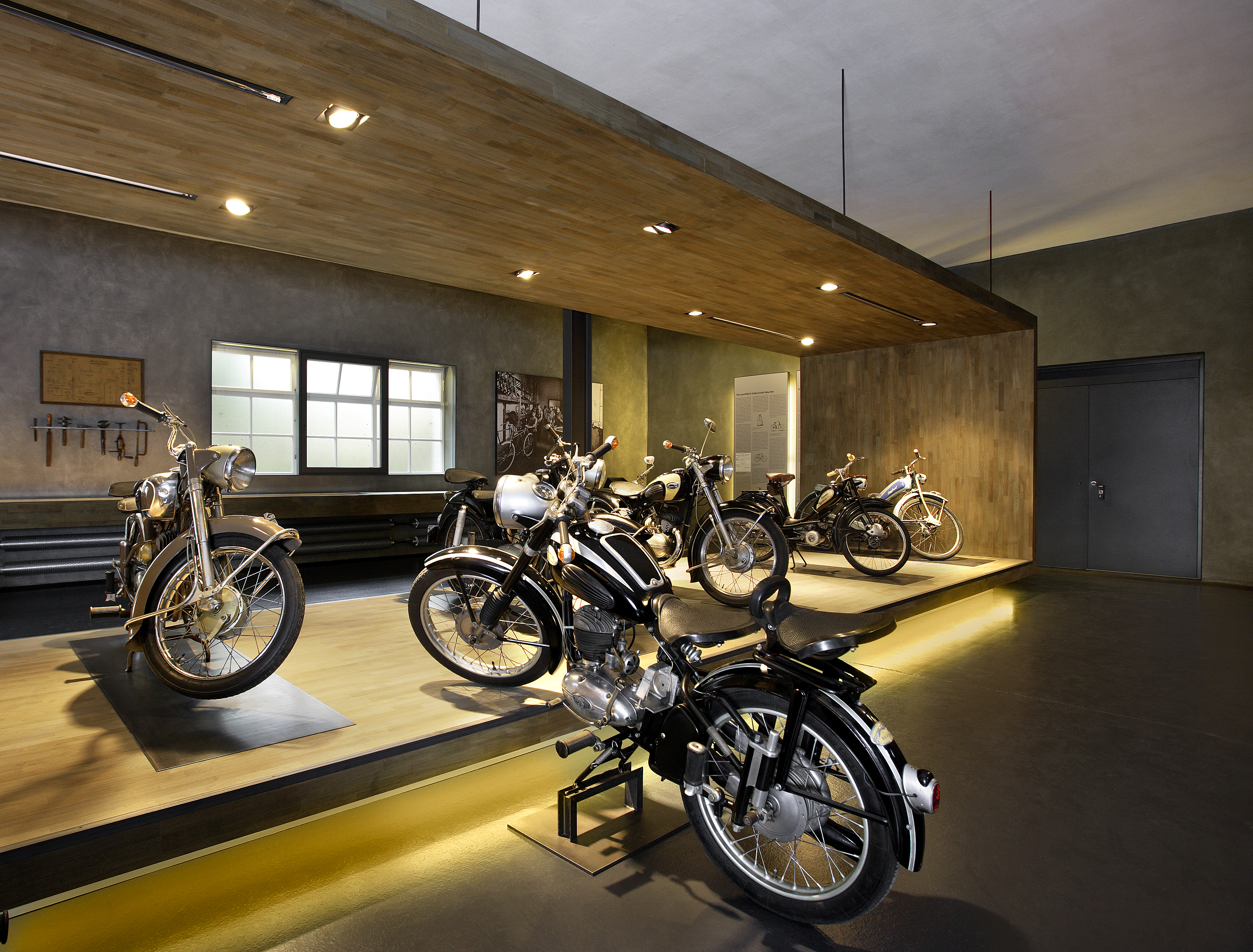
Exposició de motocicletes Express

Fundada el 1884, Express va començar dins el sector de la motocicleta tot fabricant models equipats amb motors Fafnir. Aquella producció inicial es va aturar abans de 1914 arran de l'imminent esclat de la Primera Guerra Mundial. Durant el període d'entreguerres, l'empresa va reprendre aquesta activitat i el 1932 va llançar bicicletes motoritzades amb motors Sachs de 75 i 98 cc. El 1949, Express va tornar a produir alguns models més potents amb motors de dos temps Sachs i ILO de fins a 248 cc. A partir de 1951, Express va llançar la reeixida línia de ciclomotors Radexi. Aquest model va ser la base de l'OSSA Motopedal, produïda a Catalunya per OSSA de 1955 a 1966.
Express no va poder sobreviure a la crisi de la motocicleta alemanya de mitjan dècada del 1950 i va ser absorbida (juntament amb Victoria i la divisió de motocicletes de DKW) per Zweirad Union el 1958. L'últim model comercialitzat per aquest conglomerat amb el logotip d'Express es va produir cap al 1968.